# بلينة بنامية
بلينة بنامية (الاسم العلمي:Plinia panamensis) هي نوع من النباتات يتبع جنس البلينة من الفصيلة الآسيّة.